# Велика Четвірка (клас океанських лайнерів)
Велика Четвірка (англ. Big Four) — серія чотирьох трансокеанічних лайнерів —  «Селтіка», «Седріка», «Балтіка» та «Адріатіка». Проектування та будівництво суден здійснювалися на ірландській верфі «Harland and Wolff» в Белфасті. Замовником лайнерів виступила британська судноплавна компанія «White Star Line». Конструкторське бюро верфі розпочало роботу над проектом 1901 року. У 1907 році на воду був спущений останній пароплав класу — «Адріатік».
1901 року в експлуатацію введено судно класу «RMS Celtic», у 1902 році — «RMS Cedric», 1903 року — «RMS Baltic», у 1907 році — RMS Adriatic.

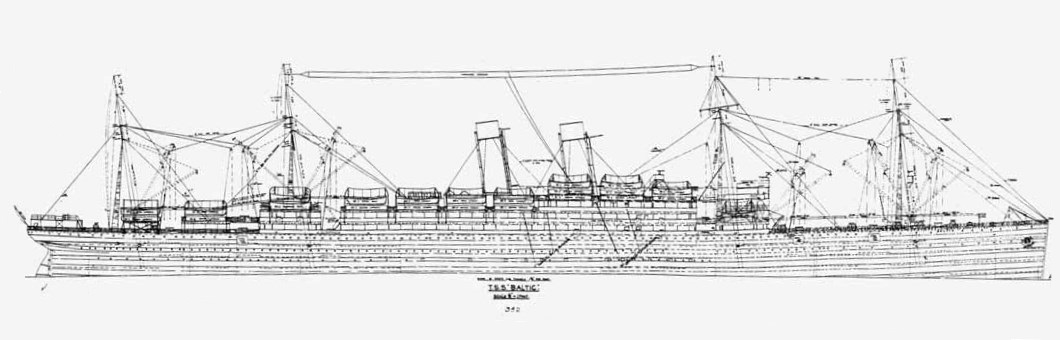
Бічний план судна класу «Великої Четвірки»

Судна-представники класу «Великої Четвірки»
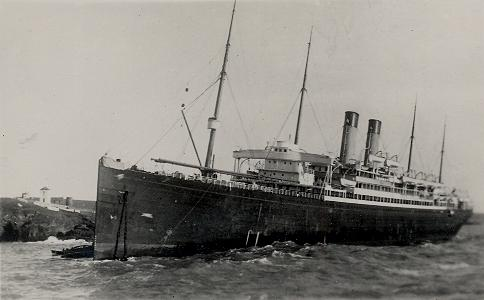
RMS Celtic
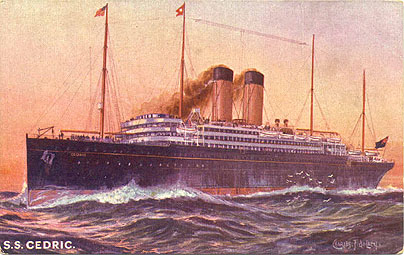
RMS Cedric
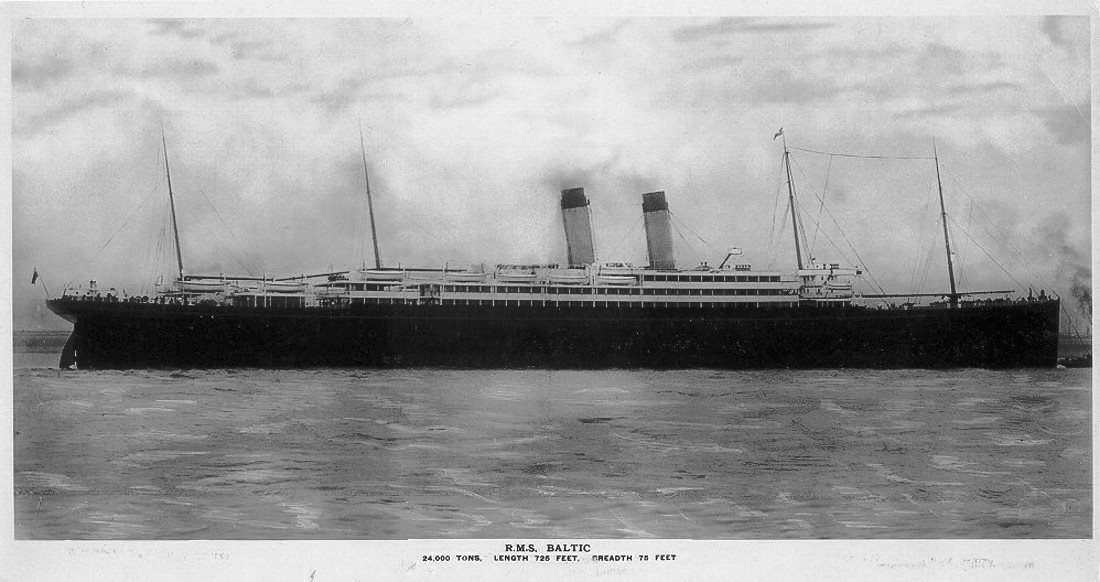
RMS Baltic
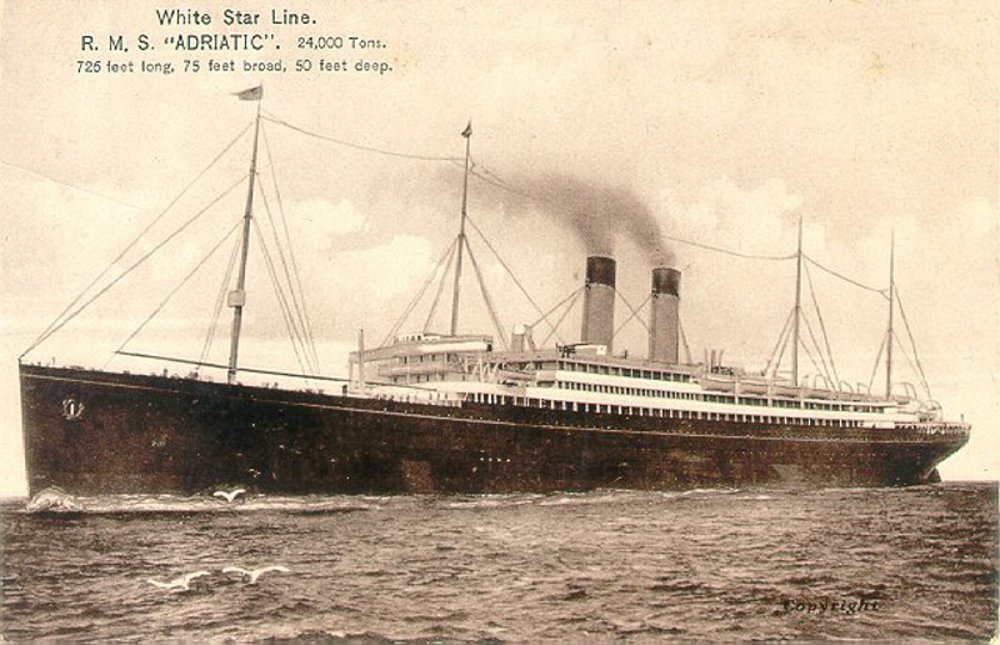
RMS Adriatic